# Abelardo de Lamare
Abelardo de Lamare (ur. 26 listopada 1892 w Belém, zm. 10 października 1979 w Rio de Janeiro) – brazylijski piłkarz grający na pozycji napastnika.

## Kariera klubowa
Abelardo de Lamare występował w klubie Botafogo FR w latach 1910, 1913–1914. Z Botafogo dwukrotnie zdobył mistrzostwo stanu Rio de Janeiro – Campeonato Carioca w 1907, 1910 i 1913 roku. W 1910 roku z 22 bramkami na koncie został królem strzelców ligi stanowej. W klubie jak i w reprezentacji występował z bratem Rolando de Lamare. W 1911 roku miał epizod w Américe Rio de Janeiro, a w latach 1911–1913 był zawodnikiem Fluminense FC.

## Kariera reprezentacyjna
Abelardo de Lamare występował w nieoficjalnej reprezentacji Brazylii, w której zadebiutował 28 sierpnia 1910 w przegranym 2-5 meczu z angielskim klubem Corinthians F.C. W meczu tym zdobył jedną z dwóch bramek dla Brazylii.
W oficjalnej reprezentacji Brazylii Abelardo de Lamare zadebiutował 21 lipca 1914 w wygranym 2-0 meczu z angielskim klubem Exeter City. Był to pierwszy w historii mecz oficjalnej reprezentacji Brazylii. Był to jedyny jego występ w reprezentacji.